# كيفن فينل
كيفن فينل (بالإنجليزية: Kevin Fennell)‏ هو طبال أمريكي، ولد في 13 مارس 1959.

## وصلات خارجية
- كيفن فينل على موقع IMDb (الإنجليزية)
- كيفن فينل على موقع ميوزك برينز (الإنجليزية)
- كيفن فينل على موقع أول ميوزيك (الإنجليزية)
- كيفن فينل على موقع ديسكوغز (الإنجليزية)